# Gravity (The Dangerous Summer)
Gravity è il settimo album in studio del gruppo musicale statunitense The Dangerous Summer, uscito il 21 giugno 2024 per Rude Records.

## Tracce
1. I Feel More Like Myself When I'm Losing It – 3:44
2. Pacific Ocean – 3:16
3. Gravity – 4:22
4. You'll See It All Coming – 3:38
5. What's An Hour Really Worth – 3:33
6. Turning Love Into War – 4:21
7. Where Did All The Time Go? – 4:07
8. With My Pen – 3:00
9. Wild One – 3:33
10. Clouds In My Eyes – 3:57
11. Dream – 3:48
12. Into The Stratosphere – 5:03

Durata totale: 46:22

## Formazione
The Dangerous Summer
- AJ Perdomo – voce, basso
- Matt Kennedy – chitarra, cori
- Josh Withenshaw – chitarra
- Christian Zawacki – batteria

Produzione
- Will Beasley – produzione